# Bristow-vlucht 56C
Bristow-vlucht 56C werd uitgevoerd door een AS 332 Super Puma helikopter van Bristow Helicopters die op 19 januari 1995 werd getroffen door bliksem. De helikopter vervoerde op dat moment 16 medewerkers van Aberdeen naar een productieplatform bij het olieveld Brae. Alle inzittenden overleefden het ongeluk.
Op weg naar het platform kwam de helikopter in slecht weer terecht. De blikseminslag beschadigde de staartrotor, waardoor de piloot gedwongen was een nood-autorotatie uit te voeren boven de wilde zee. De helikopter bleef op het water drijven door de nooddrijvers, en de inzittenden konden overstappen in een reddingsboot. Ondanks het zware weer werden alle inzittenden tijdig gered.
De blikseminslag was waarschijnlijk veroorzaakt doordat de helikopter door de wolken vloog. Het onderzoek dat werd ingesteld als gevolg van het ongeluk toonde aan dat er problemen waren met de composiet waar de rotorbladen van waren gemaakt. 
Het ongeluk werd behandeld in een aflevering van de serie Air Crash Investigation.